# Vallée de la Burunda
La vallée de la Burunda ou Burunda officiellement est une vallée historique de la communauté forale de Navarre située dans la comarque de Sakana. Elle est composée des communes de Bakaiku, Iturmendi, Urdiain, Altsasu, Ziordia et Olazti.

## Géographie

Blason de la Burunda et des municipalités qui la composent

La vallée est constituée par le bassin supérieur recevant la rivière Arakil ou Burunda en Alava, et la rivière Alzania, qui conflue près d'Altsasu, en formant presque un angle droit. Le massif d'Urbasa au sud, la massif d'Aralar au nord-est et Alzania au nord-ouest ferment la vallée. Ceci forme un triangle pierreux sans d'autres accès que par les deux extrémités de la Sakana et le col d'Etxegarate au nord. Le long de la rivière Arakil se trouvent les six communes de la vallée s'échelonnant sur les deux versants de la rivière : Ziordia rive gauche, Olazagutía rive droite, Altsasu rive gauche, Urdiain, Iturmendi et Bakaiku rive droite, occupant les terres fertiles du bassin principal. Le climat est pluvieux et froid, en hiver et tempéré en été. Ce climat subit l'influence sub-méditerranéen en provenance d'un côté de la vallée du Zadorra et de l'autre celle de l'Arga.

### Sources
- (es) Cet article est partiellement ou en totalité issu de l’article de Wikipédia en espagnol intitulé « Valle de La Burunda » (voir la liste des auteurs).